# Eriopyga unicolora
Eriopyga unicolora är en fjärilsart som beskrevs av J. Peter Maassen 1890. Eriopyga unicolora ingår i släktet Eriopyga och familjen nattflyn. Inga underarter finns listade i Catalogue of Life.